# Serbie centrale
La Serbie centrale (en serbe : Centralna Srbija, en serbe en écriture cyrillique : Централна Србија) est la partie de la Serbie située en dehors des provinces autonomes de Voïvodine (au nord) et du Kosovo (de jure selon le droit serbe, au sud). Elle est parfois appelée « Serbie intérieure ». Elle n’est pas, à proprement parler, une région administrative ; elle relève directement de la juridiction de Belgrade, contrairement à la Voïvodine qui jouit d’une certaine autonomie territoriale et du Kosovo qui est de facto indépendant. 

## Divisions administratives
Le territoire de la Serbie centrale est divisé en 17 districts auxquels s’ajoute la Ville de Belgrade. 

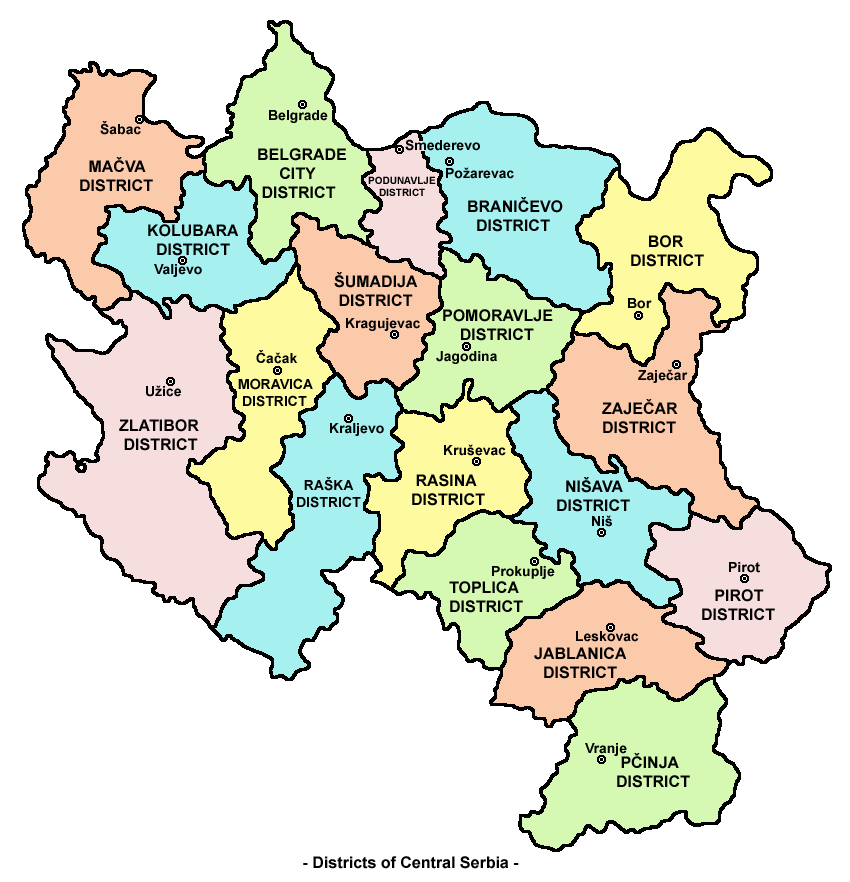
Les districts de Serbie centrale

- Mačva
- Kolubara
- Moravica
- Zlatibor
- Podunavlje
- Braničevo
- Šumadija
- Pomoravlje
- Raška
- Rasina
- Bor
- Zaječar
- Nišava
- Pirot
- Toplica
- Jablanica
- Pčinja
- Ville de Belgrade

Voir aussi Districts de Serbie

## Villes de Serbie centrale
Les plus grandes villes de Serbie centrales sont : 
- Belgrade : 1 280 600 habitants
- Niš : 173 400 habitants
- Kragujevac : 146 000 habitants
- Leskovac : 95 000 habitants
- Čačak : 73 200 habitants
- Smederevo : 62 700 habitants
- Valjevo : 61 400 habitants
- Loznica : 59 900 habitants
- Smederevska Palanka : 59 605 habitants
- Kraljevo : 57 800 habitants
- Kruševac : 57 400 habitants
- Užice : 55 000 habitants
- Vranje : 55 000 habitants
- Šabac : 54 800 habitants
- Novi Pazar : 54 600 habitants

Voir aussi : Villes de Serbie

## Les régions géographiques de Serbie centrale
- Šumadija
- Mačva
- Timočka Krajina
- Pomoravlje
- Podunavlje
- Posavina
- Podrinje
- Zlatibor
- Raška
- Sandžak
- Vallée de Preševo

## Composition ethnique (recensement de 2002)
|              | Population | Pourcentage |
| ------------ | ---------- | ----------- |
| Serbes       | 4 891 031  | 89,48 %     |
| Bosniaques   | 135 670    | 2,48 %      |
| Roms         | 79 136     | 1,45 %      |
| Albanais     | 59 952     | 1,10 %      |
| Valaques     | 39 953     | 0,73 %      |
| Monténégrins | 33 536     | 0,61 %      |
| Yougoslaves  | 30 840     | 0,56 %      |
| Bulgares     | 18 839     | 0,34 %      |
| Musulmans    | 15 869     | 0,29 %      |
| Macédoniens  | 14 062     | 0,26 %      |
| Croates      | 14 056     | 0,26 %      |
| Autres       |            | 2,24 %      |

La plupart des municipalités de Serbie centrale ont une majorité ethnique serbe. Cependant, trois municipalités (Novi Pazar, Tutin et Sjenica) ont une majorité bosniaque, deux municipalités (Bujanovac et Preševo) ont une majorité albanaise, une municipalité (Bosilegrad) a une majorité bulgare ; la municipalité de Dimitrovgrad est ethniquement mêlée, avec une majorité relative de Bulgares.